# Bisdom Bluefields
Het bisdom Bluefields (Latijn: Dioecesis Bluefieldensis) is een rooms-katholiek bisdom met als zetel Bluefields, hoofdstad van het autonome gebied Costa Caribe Sur, in Nicaragua. Het bisdom is suffragaan aan het aartsbisdom Managua. 

## Geschiedenis
Het bisdom werd opgericht op 2 december 1913, als het apostolisch vicariaat Bluefields, uit delen van het bisdom Nicaragua. Op 30 november 2017 werd het verheven tot bisdom en verloor het gebied bij de gelijktijdige oprichting van het nieuwe bisdom Siuna.

## Parochies
Het bisdom had in 2022 een oppervlakte van 19.965 km2 en telde 1.113.660	inwoners waarvan 59,0% rooms-katholiek was.

## Ordinarii

### Apostolisch vicarissen
- Agustín José Bernaus y Serra (14 september 1913 - 18 januari 1930)
- Juan (Matías) Solá y Farrell (24 februari 1931 - 1942)
- Matteo Aloisio Niedhammer y Yaeckle (11 mei 1943 - 25 juni 1970)
- Salvador Albert Schlaefer Berg (25 juni 1970 - 22 oktober 1993)

### Bisschoppen
- Pablo Ervin Schmitz Simon (28 juli 1994 - 12 november 2020; hulpbisschop sinds 22 juni 1984)
  - David Albin Zywiec Sidor (hulpbisschop: 24 juni 2002 - 30 november 2017)
- Francisco José Tigerino Dávila (12 november 2020 - heden)